# Ullatti
Ullatti est un village suédois situé dans la commune de Gällivare. 
Sa population était de 139 habitants en 2015. 